# Детройт (аэропорт)
Детройтский столичный аэропорт округа Уэйн (англ. Detroit Metropolitan Wayne County Airport), обычно известен как Детройтский аэропорт (ИАТА: DTW, ИКАО: KDTW, ФАА: DTW), — главный государственный международный аэропорт Детройтской агломерации. Аэропорт находится в окрестностях Детройта, в городе Ромьюлус (штат Мичиган, США). Самый оживленный аэропорт в штате и один из самых оживлёных в стране.
Обслуживает более 160 направлений полётов. Второй по величине хаб для Delta Air Lines. Аэропорт имеет четыре основные полосы, два терминала, 129 выходов на посадку.
Строительство аэропорта завершилось в 1929, и первый самолёт принял 22 февраля 1930.

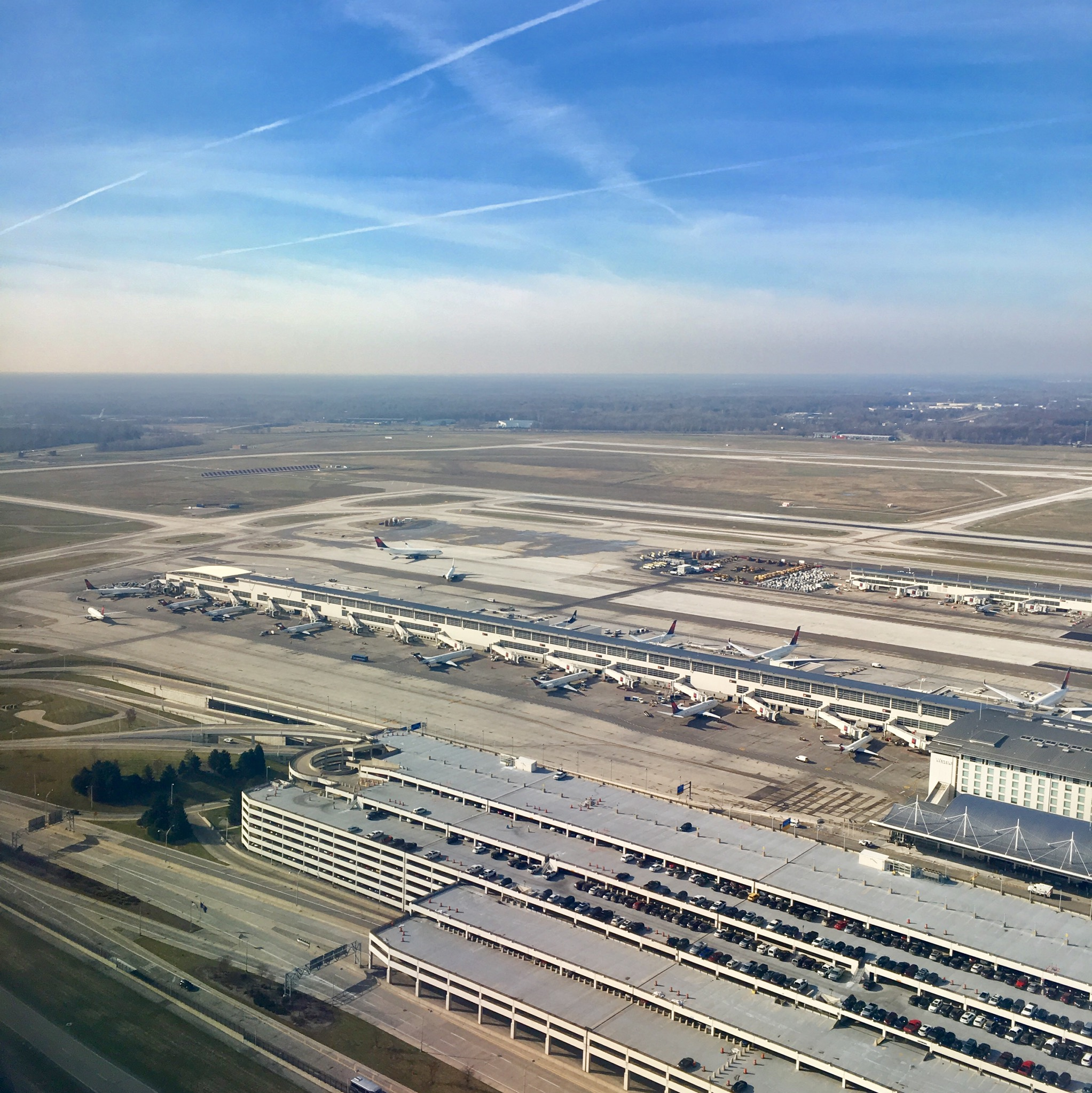
Вид на терминал «Макнамара».